# Robert Scoble
Robert Scoble (né le 18 janvier 1965) est un blogueur et podcasteur américain. Il s'est d'abord fait connaître à travers son premier blog, alors qu'il travaillait encore pour Microsoft. Depuis 2006, il s'est lancé dans le podcasting avec Podtech Network.

## Biographie
Issu d'une famille qui baigne dans l'informatique dès son tout jeune âge - sa mère travaillait comme monteuse chez Apple - Robert Scoble suit tout d'abord des études de journalisme. 
Il rejoint Microsoft en 2003, et est intégré à l'équipe de Channel 9, la chaîne vidéo de promotion des produits et des technologies conçues chez Microsoft. Très vite, son blog devient une référence. En 2006, Scoble annonce sur son blog qu'il quitte Microsoft. Ce jour-là enregistrera le pic de fréquentation de son blog.
Robert Scoble rejoint la société Podtech Network, et tient depuis une sorte de podcast permanent, le Scobleshow. Il se retrouve la cible de polémiques début 2007 lorsqu'il apparaît qu'un podcast vidéo réalisé dans une usine d'Intel a été en partie financé par le constructeur de semi-conducteurs,, puis lorsqu'il révèle sur son blog qu'il doit être payé par un cachet d'honoraire pour une intervention lors de la conférence PostieCon, une émanation de l'entreprise très controversée PayPerPost (Podtech et Scoble décideront de ne pas percevoir le cachet au vu des réactions dans la blogosphère).
Le Scobleshow est un podcast où Robert Scoble, accompagné d'une équipe vidéo restreinte, s'entretient avec différentes personnalités du monde des techniques de pointe. Le 3 mars 2008, Scoble rejoint FastCompany.tv et y produit deux émissions : FastCompany Live et ScobleizerTV. 
Le 14 mars 2009, il annonce sur son blog qu'il rejoint Rackspace pour y développer Building43, un site communautaire.